# Moeda de dez ienes
A moeda de dez ienes (十円硬貨, Jū-en kōka) é uma denominação do iene japonês.
A frente da moeda apresenta o Salão da Fênix de Byōdō-in, um templo budista em Uji, Kyoto, com as palavras "Japão" e "Dez ienes" escritas em kanji. O verso da moeda apresenta o número "10" e a data de emissão em kanji rodeados por folhas de louro.
As moedas de dez ienes emitidas entre 1951 e 1958 têm a borda serrilhada, enquanto que as emitidas a partir de 1959 têm a borda lisa.